# Rowena Webster
Rowena „Rowie“ Webster (* 27. Dezember 1987 in Melbourne) ist eine australische Wasserballspielerin.

## Erfolge
Webster besuchte die Korowa Anglican Girls' School und studierte an der Arizona State University Sport und Pädagogik. 2007 gewann Webster die Goldmedaille bei der Junioren-Weltmeisterschaft in Portugal.
Bei den Olympischen Sommerspielen 2012 in London gewann Webster die Bronzemedaille mit der australischen Mannschaft. Bei den Schwimmweltmeisterschaften 2013 gewann sie die Silbermedaille. Ihre nächste Medaille gewann sie bei den Schwimmweltmeisterschaften 2019 mit Bronze. Ihre beiden Olympiateilnahmen 2016 in Rio de Janeiro und 2020 in Tokio beendete sie auf dem sechsten bzw. fünften Platz.
Beim 2011 Canada Cup gewann sie die Goldmedaille.